# John Joseph Sullivan
John Joseph Sullivan (* 5. Juli 1920 in Horton, Kansas, USA; † 11. Februar 2001 in Kansas City, Missouri) war Bischof von Kansas City-Saint Joseph.

## Leben
John Joseph Sullivan besuchte das St. Benedict’s College in Atchison. Sullivan studierte Katholische Theologie und Philosophie am Kenrick Seminary in St. Louis. Er empfing am 23. September 1944 durch den Weihbischof in Little Rock, Albert Lewis Fletcher, das Sakrament der Priesterweihe.
Sullivan wurde Kurat an der Holy Family Cathedral in Tulsa. Anschließend wurde er Kaplan für die University of Tulsa. 1947 wurde John Joseph Sullivan Pfarrer der Pfarrei St. Mary in Guthrie. Er wurde 1959 Pfarrer der Pfarrei  St. James in Oklahoma City. 1968 wurde Sullivan Bischofsvikar für das östliche Oklahoma.
Am 25. Juli 1972 ernannte ihn Papst Paul VI. zum Bischof von Grand Island. Der Bischof von Oklahoma City-Tulsa, John Raphael Quinn, spendete ihm am 19. September desselben Jahres die Bischofsweihe; Mitkonsekratoren waren der Bischof von Mobile, John Lawrence May, und der Bischof von Pueblo, Charles Albert Buswell. Die Amtseinführung erfolgte am 21. September 1972. Am 27. Juni 1977 ernannte ihn Paul VI. zum Bischof von Kansas City-Saint Joseph. Am 17. August desselben Jahres erfolgte die Amtseinführung.
Papst Johannes Paul II. nahm am 22. Juni 1993 das von John Joseph Sullivan aus Altersgründen vorgebrachte Rücktrittsgesuch an.